# Volketswil
Volketswil est une ville de Suisse du canton de Zurich.

Vue aérienne (1965).

## Culture et patrimoine

### Héraldique
| Blason | Blasonnement : Coupé, au 1 échiqueté de huit tirs (2x4) de sable de d'argent, et au 2 d'or à une étoile de gueules. |